# Danaea lucens
Danaea lucens är en kärlväxtart som beskrevs av A. Rojas. Danaea lucens ingår i släktet Danaea, och familjen Marattiaceae. Inga underarter finns listade i Catalogue of Life.